# Alfred Pfeifle
Alfred Pfeifle (* 22. Mai 1916 in Stuttgart; † 9. April 1986 ebenda) war ein deutscher Opernsänger (Tenor).

## Leben
Nach seiner Gesangsausbildung in Stuttgart debütierte er 1938 in Freiburg im Breisgau Nach Engagements in Düsseldorf und Hamburg kam er 1949 an die Staatsoper Stuttgart, wo er bis 1976 wirkte. Dort wurde er bald, nicht zuletzt auch durch seine schauspielerischen und komödiantischen Qualitäten, zum Publikumsliebling. Er sang alle bedeutenden Rollen des Fachs Spieltenor (Tenorbuffo): Pedrillo (Die Entführung aus dem Serail), Monostatos (Zauberflöte), Jacquino (Fidelio), Mime (Rheingold und Siegfried), David (Die Meistersinger von Nürnberg), Peter Iwanow (Zar und Zimmermann). Er trat an vielen bedeutenden Opernhäusern Europas auf, so in Paris, London, Brüssel; in kleineren Tenorpartien war er bei den Festspielen von Bayreuth und Salzburg zu hören und zu sehen; in den Opern Der Revisor (Rolle des Postmeisters) und Siebzehn Tage und vier Minuten von Werner Egk wirkte er bei der Uraufführung mit.